# Cooper Marody
Cooper Patrick Marody, född 20 december 1996 i Brighton, Michigan, är en amerikansk professionell ishockeyforward som är kontrakterad till Edmonton Oilers i National Hockey League (NHL) och spelar för Bakersfield Condors i American Hockey League (AHL). Han har tidigare spelat för Michigan Wolverines (University of Michigan) i National Collegiate Athletic Association (NCAA) och Muskegon Lumberjacks och Sioux Falls Stampede i United States Hockey League (USHL).
Marody draftades i sjätte rundan i 2015 års draft av Philadelphia Flyers som 158:e spelare totalt.

## Statistik
| Källa: Uppdaterad: 2018-10-24 | Källa: Uppdaterad: 2018-10-24                                                              | Källa: Uppdaterad: 2018-10-24                                                              |                                                                                            | Grundserie                                                                                 | Grundserie                                                                                 | Grundserie                                                                                 | Grundserie                                                                                 | Grundserie                                                                                 |                                                                                            | Slutspel                                                                                   | Slutspel                                                                                   | Slutspel                                                                                   | Slutspel                                                                                   | Slutspel                                                                                   |
| Säsong                        | Lag                                                                                        | Liga                                                                                       | Matcher                                                                                    | Mål                                                                                        | Assists                                                                                    | Poäng                                                                                      | Utv                                                                                        | Matcher                                                                                    | Mål                                                                                        | Assists                                                                                    | Poäng                                                                                      | Utv                                                                                        |                                                                                            |                                                                                            |
| ----------------------------- | ------------------------------------------------------------------------------------------ | ------------------------------------------------------------------------------------------ | ------------------------------------------------------------------------------------------ | ------------------------------------------------------------------------------------------ | ------------------------------------------------------------------------------------------ | ------------------------------------------------------------------------------------------ | ------------------------------------------------------------------------------------------ | ------------------------------------------------------------------------------------------ | ------------------------------------------------------------------------------------------ | ------------------------------------------------------------------------------------------ | ------------------------------------------------------------------------------------------ | ------------------------------------------------------------------------------------------ | ------------------------------------------------------------------------------------------ | ------------------------------------------------------------------------------------------ |
| 2009–2010                     | Honeybaked                                                                                 | T1EHL                                                                                      | 31                                                                                         | 3                                                                                          | 7                                                                                          | 10                                                                                         | 10                                                                                         | —                                                                                          | —                                                                                          | —                                                                                          | —                                                                                          | —                                                                                          |                                                                                            |                                                                                            |
| 2010–2011                     | Ingen tillgänglig information om vart han spelade och hur han presterade för denna säsong. | Ingen tillgänglig information om vart han spelade och hur han presterade för denna säsong. | Ingen tillgänglig information om vart han spelade och hur han presterade för denna säsong. | Ingen tillgänglig information om vart han spelade och hur han presterade för denna säsong. | Ingen tillgänglig information om vart han spelade och hur han presterade för denna säsong. | Ingen tillgänglig information om vart han spelade och hur han presterade för denna säsong. | Ingen tillgänglig information om vart han spelade och hur han presterade för denna säsong. | Ingen tillgänglig information om vart han spelade och hur han presterade för denna säsong. | Ingen tillgänglig information om vart han spelade och hur han presterade för denna säsong. | Ingen tillgänglig information om vart han spelade och hur han presterade för denna säsong. | Ingen tillgänglig information om vart han spelade och hur han presterade för denna säsong. | Ingen tillgänglig information om vart han spelade och hur han presterade för denna säsong. | Ingen tillgänglig information om vart han spelade och hur han presterade för denna säsong. | Ingen tillgänglig information om vart han spelade och hur han presterade för denna säsong. |
| 2011–2012                     | St. Mary's Eaglets                                                                         |                                                                                            | 7                                                                                          | 1                                                                                          | 3                                                                                          | 4                                                                                          | 2                                                                                          | —                                                                                          | —                                                                                          | —                                                                                          | —                                                                                          | —                                                                                          |                                                                                            |                                                                                            |
| 2012–2013                     | St. Mary's Eaglets                                                                         |                                                                                            | 26                                                                                         | 2                                                                                          | 23                                                                                         | 50                                                                                         | 16                                                                                         | —                                                                                          | —                                                                                          | —                                                                                          | —                                                                                          | —                                                                                          |                                                                                            |                                                                                            |
| 2013–2014                     | Muskegon Lumberjacks                                                                       | USHL                                                                                       | 58                                                                                         | 9                                                                                          | 21                                                                                         | 30                                                                                         | 36                                                                                         | —                                                                                          | —                                                                                          | —                                                                                          | —                                                                                          | —                                                                                          |                                                                                            |                                                                                            |
| 2014–2015                     | Muskegon Lumberjacks                                                                       | USHL                                                                                       | 14                                                                                         | 2                                                                                          | 7                                                                                          | 9                                                                                          | 4                                                                                          | —                                                                                          | —                                                                                          | —                                                                                          | —                                                                                          | —                                                                                          |                                                                                            |                                                                                            |
|                               | Sioux Falls Stampede                                                                       | USHL                                                                                       | 38                                                                                         | 20                                                                                         | 29                                                                                         | 49                                                                                         | 28                                                                                         | 12                                                                                         | 1                                                                                          | 11                                                                                         | 12                                                                                         | 10                                                                                         |                                                                                            |                                                                                            |
| 2015–2016                     | Michigan Wolverines                                                                        | NCAA                                                                                       | 32                                                                                         | 10                                                                                         | 14                                                                                         | 24                                                                                         | 20                                                                                         | —                                                                                          | —                                                                                          | —                                                                                          | —                                                                                          | —                                                                                          |                                                                                            |                                                                                            |
| 2016–2017                     | Michigan Wolverines                                                                        | NCAA                                                                                       | 18                                                                                         | 5                                                                                          | 10                                                                                         | 15                                                                                         | 8                                                                                          | —                                                                                          | —                                                                                          | —                                                                                          | —                                                                                          | —                                                                                          |                                                                                            |                                                                                            |
| 2017–2018                     | Michigan Wolverines                                                                        | NCAA                                                                                       | 40                                                                                         | 16                                                                                         | 35                                                                                         | 51                                                                                         | 24                                                                                         | —                                                                                          | —                                                                                          | —                                                                                          | —                                                                                          | —                                                                                          |                                                                                            |                                                                                            |
|                               | Bakersfield Condors                                                                        | AHL                                                                                        | 3                                                                                          | 1                                                                                          | 2                                                                                          | 3                                                                                          | 2                                                                                          | —                                                                                          | —                                                                                          | —                                                                                          | —                                                                                          | —                                                                                          |                                                                                            |                                                                                            |
| 2018–2019                     | Edmonton Oilers                                                                            | NHL                                                                                        | 1                                                                                          | 0                                                                                          | 0                                                                                          | 0                                                                                          | 0                                                                                          | —                                                                                          | —                                                                                          | —                                                                                          | —                                                                                          | —                                                                                          |                                                                                            |                                                                                            |
|                               | Bakersfield Condors                                                                        | AHL                                                                                        | 5                                                                                          | 2                                                                                          | 4                                                                                          | 6                                                                                          | 2                                                                                          | —                                                                                          | —                                                                                          | —                                                                                          | —                                                                                          | —                                                                                          |                                                                                            |                                                                                            |
| NHL totalt                    | NHL totalt                                                                                 | NHL totalt                                                                                 | 1                                                                                          | 0                                                                                          | 0                                                                                          | 0                                                                                          | 0                                                                                          | —                                                                                          | —                                                                                          | —                                                                                          | —                                                                                          | —                                                                                          |                                                                                            |                                                                                            |
| AHL totalt                    | AHL totalt                                                                                 | AHL totalt                                                                                 | 8                                                                                          | 3                                                                                          | 6                                                                                          | 9                                                                                          | 4                                                                                          | —                                                                                          | —                                                                                          | —                                                                                          | —                                                                                          | —                                                                                          |                                                                                            |                                                                                            |
| NCAA totalt                   | NCAA totalt                                                                                | NCAA totalt                                                                                | 90                                                                                         | 31                                                                                         | 59                                                                                         | 90                                                                                         | 52                                                                                         | —                                                                                          | —                                                                                          | —                                                                                          | —                                                                                          | —                                                                                          |                                                                                            |                                                                                            |
| USHL totalt                   | USHL totalt                                                                                | USHL totalt                                                                                | 110                                                                                        | 31                                                                                         | 57                                                                                         | 88                                                                                         | 68                                                                                         | 12                                                                                         | 1                                                                                          | 11                                                                                         | 12                                                                                         | 10                                                                                         |                                                                                            |                                                                                            |